# Юртье
Юртьер (фр. Hurtières) — коммуна во Франции, находится в регионе Рона — Альпы. Департамент коммуны — Изер. Входит в состав кантона От-Грезиводан. Округ коммуны — Гренобль.
Код INSEE коммуны — 38192. Население коммуны на 2012 год составляло 181 человек. Населённый пункт находится на высоте от 429 до 1038 метров над уровнем моря. Муниципалитет расположен на расстоянии около 490 км юго-восточнее Парижа, 105 км юго-восточнее Лиона, 23 км северо-восточнее Гренобля. Мэр коммуны — Yannick Bouchet Bert Peillard, мандат действует на протяжении 2014—2020 гг.
Динамика населения (INSEE):